# Dos de Mayo
Dos de Mayo – miasto w Argentynie, w prowincji Misiones, w departamencie Cainguás.
Według danych szacunkowych na rok 2010 miejscowość liczyła 6 504 mieszkańców.